# Pedro Moutinho
Pedro da Silva Moutinho (Santo Tirso, 9 settembre 1979) è un ex calciatore portoghese, di ruolo attaccante.